# Agents of Atlas
Les Agents d'Atlas (Agents of Atlas) sont un groupe de super-héros appartenant à l'univers de Marvel Comics. Leur première apparition date de What if? #9 en 1978.
L'équipe est composée de personnages datant des années 1950, publiés à l'époque par Atlas Comics, le prédécesseur de Marvel.
Il s'agit donc d'un retcon, c'est-à-dire que l'équipe a été intégrée rétroactivement dans la continuité Marvel, puisqu'elle n'existait pas en tant que groupe dans les années 1950.
Le crossover Secret Invasion a permis d'introduire le groupe, qui eut ensuite droit à sa propre série lors du cross-over Dark Reign.

## Origines
Le groupe fut formé en 1958 par l'agent du FBI Jimmy Woo pour sauver le Président Eisenhower de Griffe jaune. Il recruta tout d'abord Marvel Boy et Vénus. Namora déclina son offre mais lui indiqua où trouver le robot M-11, qui fut réparé par Robert Grayson. L'Homme-Gorille fut le suivant à intégrer le groupe. Leur mission de sauvetage fut un succès, et le groupe resta soudé pendant 6 mois avant de se séparer, sous couvert du FBI.
Des années plus tard, Woo, devenu agent du SHIELD, tenta d'infiltrer le repaire de la Fondation Atlas. Son escouade fut tué et lui-même grièvement brûlé. Ses anciens partenaires le retrouvèrent et Marvel Boy restaura son corps, à l'âge qu'il avait en 1958. Namora rejoignit le groupe à cette période et on apprit que Vénus n'était pas la déesse grecque Aphrodite (belle-sœur d'Arès), mais une sirène, et M-11 un agent double de Griffe Jaune.
Utilisant M-11, le groupe parvint à retrouver le vilain qui était en fait Plan Chu, un khan mongol immortel. Ce dernier révéla qu'il voulait tester Woo pour avant de lui confier sa succession. Woo accepta son destin à la tête de la Fondation Atlas.
Avec les Agents, il élimina les groupes rebelles et terroristes de la Fondation, cachés à New York, puis aida les super-héros à repousser les Skrulls lors de Secret Invasion.

### Dark Reign
Quand Norman Osborn prit le contrôle de la sécurité nationale, les Agents d'Atlas s'opposèrent à lui en dérobant la réserve d'or de Fort Knox.

## Composition de l'équipe
- Jimmy Woo, ancien agent secret.
- L'Homme-Gorille
- le robot M-11
- Marvel Boy (Robert Grayson).
- l'hybride Atlante Namora, la cousine de Namor.
- Vénus